# Артим Андрій Ярославович
Андрій Ярославович Артим (нар. 21 лютого 2000) — український футболіст, воротар клубу «Агробізнес».

## Клубна кар'єра
Вихованець СДЮШОР «Карпати». У листопаді 2019 року переведений до першої команди «зелено-білих». Дебютував у складі львівського 24 листопада 2019 року в програному (1:2) домашньому поєдинку 15-го туру Прем'єр-ліги проти донецького «Олімпіка». Андрій вийшов на поле в стартовому складі та відіграв увесь матч.

## Кар'єра в збірній
У жовтні 2018 року викликався до складу юнацької збірної України (U-19), однак на поле так і не вийшов.